# Émile Chautard
Emile Chautard (Aviñón, 7 de septiembre de 1864-Los Ángeles, 24 de abril de 1934) fue un director, actor y guionista cinematográfico francés, activo principalmente en la época del cine mudo. En total dirigió 107 filmes entre 1910 y 1924, y actuó en 66 producciones entre 1911 y 1934.

## Biografía
Su nombre completo era Emile Pierre Chautard, y nació en Aviñón, Francia. Tras unos significativos comienzos artísticos como actor teatral del Teatro del Odeón y como actor cinematográfico de los estudios Éclair Films, Chautard emigró a los Estados Unidos hacia 1914. Desde ese año hasta 1918 Chautard trabajó para la World Film Company con base en Fort Lee (Nueva Jersey).  
En World, junto a un grupo de otros cineastas francoparlantes como Maurice Tourneur, Léonce Perret, George Archainbaud, Albert Capellani y Lucien Andriot, trabajó en cintas como la de 1915 Camille, y enseñó a un joven aprendiz del estudio: Josef von Sternberg. En 1919 Chautard contrató a von Sternberg como su ayudante de dirección para la película The Mystery of the Yellow Room, producida por una compañía propia que tuvo corta vida.  
Eligiendo permanecer en Hollywood antes de volver a Francia, Chautard seguidamente trabajó para Famous Players-Lasky y para otros estudios cinematográficos. Se le asignaron algunos destacados proyectos, por ejemplo una cinta de Colleen Moore y dos largometrajes de Derelys Perdue, pero él era una generación mayor que otros directores de la colonia francesa de Hollywood. A partir de 1924 Chautard no volvió a dirigir, aunque siguió actuando, como hizo en la película de von Sternberg de 1932 Blonde Venus.  
Emile Chautard falleció en Los Ángeles, California, en 1934, a causa de una fallo orgánico. Fue enterrado en el Cementerio Hollywood Forever.

## Selección de su filmografía
- The Boss (1915), director
- Magda (1917), director (perdida)
- Under the Greenwood Tree (1918), director
- Eyes of the Soul (1919), director
- The Marriage Price (1919), director
- The Black Panther's Cub (1921), director
- Forsaking All Others (1922), director
- Paris at Midnight (1926), actor
- Bardelys the Magnificent (1926), actor
- The Flaming Forest (1926), actor
- El séptimo cielo (1927), actor
- Upstream (1927), actor
- The Love Mart (1927), actor
- Now We're in the Air (1927), actor
- Lilac Time (1928), actor
- The Noose (1928), actor
- South Sea Rose (1929), actor
- Marianne (1929), actor
- Mysterious Mr. Parkes (1930), actor
- The Road to Reno (1931), actor
- The Man from Yesterday (1932), actor
- Blonde Venus (1932), actor
- Shanghai Express (1932), actor